# Niou-Yarcé
Ne doit pas être confondu avec Niou.
Niou-Yarcé est une commune rurale située dans le département de Niou de la province du Kourwéogo dans la région Plateau-Central au Burkina Faso.

## Géographie
Niou-Yarcé se trouve à moins de 1 km au nord-est de Natenga (anciennement appelé Niou), et de la route nationale 2, ainsi qu'à 10 km au nord de Boussé, le chef-lieu provincial.

## Santé et éducation
Le centre de soins le plus proche de Niou-Yarcé est le centre de santé et de promotion sociale (CSPS) de Natenga tandis que le centre médical avec antenne chirurgicale (CMA) de la province se trouve à Boussé.